# Mission Nuestro Señora del Espíritu Santo de Zúñiga

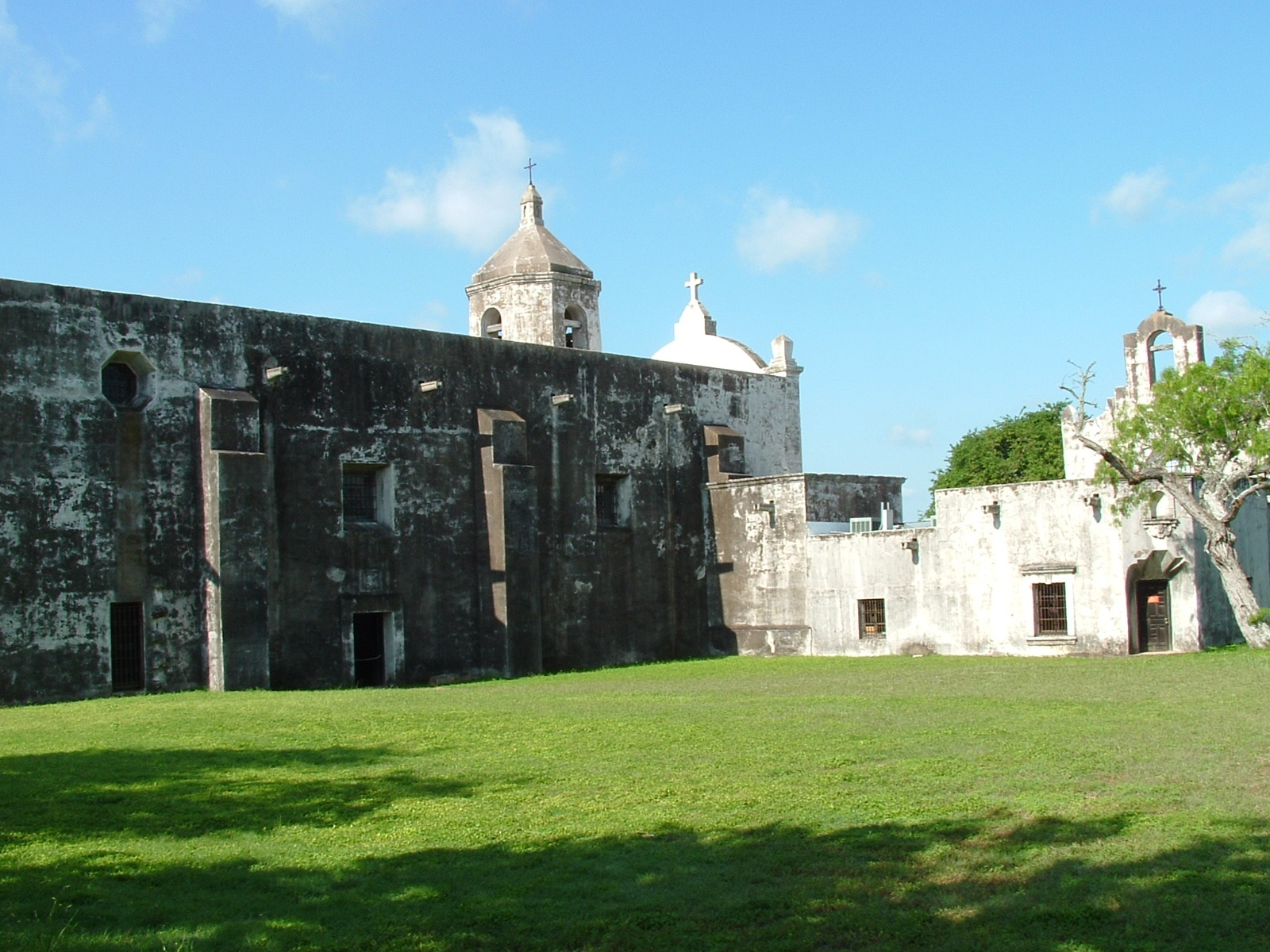
Mission Nuestro Señora del Espíritu Santo de Zúñiga

La Mission Nuestro Señora del Espíritu Santo de Zúñiga fut établie en 1722, par les Espagnols, au sein du peuple Karankawa, dans la baie de Matagorda, située actuellement dans l'État du Texas. Elle fut ensuite déplacée, en 1726 près de Victoria, puis finalement à La Bahia (aujourd'hui Goliad au Texas) en 1749. Les ruines furent restaurées dans les années 1930 par le Civilian Conservation Corps et la Works Progress Administration. L'ancienne mission est actuellement un state historical park jouissant de la sauvegarde du département des parcs et de la vie sauvage de l'État du Texas.

## Sources
- Jay C. Henry, Architecture in Texas, 1895-1945, Austin : University of Texas Press, 1993.  (ISBN 9780292730724)
- Tamra Lynn Walter, Espíritu Santo de Zúñiga : a frontier mission in South Texas, Austin : University of Texas Press, 2007.  (ISBN 9780292714786)